# Empalme km 9
El Empalme kilómetro 9 es un desvío/apartadero del ramal ferroviario que une la mina de carbón de Río Turbio con el puerto de Punta Loyola, cerca de Río Gallegos, en el departamento Güer Aike de la Provincia de Santa Cruz (Argentina). Se trata del empalme entre las vías con dirección a Río Gallegos (distante a 9 km) y hacia Punta Loyola (distante a 32 km).
El desvío se inauguró en el año 1995, como resultado de la modificación de la traza original del Ramal Ferro-Industrial de Río Turbio. La construcción de esta prolongación del ramal se inició en 1993, para comunicar con el muelle Presidente Illia de Punta Loyola, donde puede cargarse el carbón en buques de mayor calado, y produjo el cierre de la antigua terminal de Río Gallegos y la desactivación de la traza original entre esta y el empalme km 9.
La estación forma parte del Ramal Ferro-Industrial de Río Turbio, que une la mina de Río Turbio, en la Cordillera de los Andes y cercana al límite con Chile, con el puerto de Punta Loyola, en cercanías de Río Gallegos. Se trata de un ramal de trocha angosta (750 mm) perteneciente a YCF (Yacimientos Carboníferos Fiscales, actual YCRT) y funciona actualmente sólo para el transporte de carbón.